# Kalsko jezero
Kalsko jezero je Pivško presihajoče jezero v okolici Zagorja, v ovalni kotanji blizu izvira Videmščice. V preteklosti so ljudje izkopali jarek, da bi osušili zemljo in so s tem povzročili, da je jezero večino časa vidno le v vzhodnem, nižjem delu kotanje; celotno kotanjo poplavi le ob večjih poplavah. Poimenovano je po gradu Kalec, ki je 750 metrov bolj severovzhodno. Dno kotanje je na enaki nadmorski višini kot to od Jezera za Kalcem (553,8 m n. v. po TTN 5; 552,35 m n. v. po LIDAR DMR), vendar je večkrat poplavljeno, saj je bližje reki Pivki. Na jugu in vzhodu je jezero obkroženo z dokaj strmim 40 m visokim pobočjem, na severu in zahodu pa s položnejšim pobočjem.

## Vodostaj

### Vodostaj sedaj
Jezero najprej predstavlja pet luž nastalih v petih kotanjah v nižjem delu jezera, od teh sta najnižji vzhodna (552,35 m n. v. po LIDAR DMR) in severna (552,4 m n. v. po LIDAR DMR), zahodna pa je najvišja. Ob višjem vodostaju se v bližini severne luže pojavi še ena in glavni izvir postane aktiven. Potem se luže spojijo, najprej le z ozkimi prelivi, ki povzročijo nastanek polotokov. Ti se nato spremenijo v otoke, kasneje pa povsem izginejo in nastane jezero. Ob večji ojezeritvi se tudi že razširi na osušeni del kotanje pri jarku, tako da je ~15 m stran od jarka. Na osušenem delu dna se sprva pojavi luža ob severnem robu jezera, nato pa tudi plitva voda med levim stranskim jarkom in glavnim jarkom, kamor se ob veliki ojezeritvi razširi jezero, ob zelo veliki ojezeritvi pa tudi na desni breg jarka. Tedaj voda iz jezera ne odteka samo po jarku, ampak tudi po travniku na osušenem delu dna proti jugozahodu. Ob največjih ojezeritvah je jezero več kot dvakrat večje od velikosti ob povprečnem vodostaju ter se razširi tudi na desni breg jarka ter ga s tem popolnoma preplavi. Izven obsega ojezerjenja ostane le jugozahodni del kotanje. V jezero začne tudi pritekati rjavkasta voda iz čičkega polja skozi umetno narejen kanal, ki se potem razlije po bregu ter v več manjših potočkih priteče v jezero.
V sponji tabeli so glavne stopnje ojezerjenja, pri katerih lahko pride tudi do manjših odstopanj.
| glavna stopnja ojezeritve | manjša stopnja ojezeritve | aktivnost izvira/jarka                                                                                    | obseg jezera |
| ------------------------- | ------------------------- | --- | --- |
| redna manjša              | F1                        | izvir ni aktiven, jarek ni v celoti zalit z vodo                                                          | pojavijo se luže v vseh kotanjah zahodne |
| redna manjša              | F2                        | izvir ni aktiven, jarek je povsod zalit z vodo                                                            | obstoječe luže se združijo, pojavijo se še v zahodni kotanji in v bližini severne                                                                 |
| redna večja               | F3                        | iz izvira voda teče v potočku do jezerca, jarek je poln z vodo                                            | poplavljen je nižji del doline, v kateri leži jezero, razen južne strani, pojav luž v okolici jezera                                              |
| redna večja               | F4                        | izvir je aktiven, jarek je poln z vodo                                                                    | pojavijo se luže v jamčih na osušenem (višjem) delu doline, ki se hitro združijo z jezerom                                                        |
| velika                    | F5                        | izvir in potok sta poplavljena, jarek prestopi bragove                                                    | jezero se poveča, na desnem bregu jarka in na jugu doline nastanejo luže                                                                          |
| zelo velika               | F6                        | izvir in potok sta poplavljena, jezero tudi poplavi nižji del jarka, voda začne odtekati proti jugozahodu | jezero poplavi desni breg jarka, nastanejo luže na višjih delih doline, ki se nato združijo z jezerom, ojezerjen ni le južen, najvišji del doline |

### Vodostaj pred izkopom jarka
Pred izkopom jarka je bil srednji vodostaj 555 m n. v., katerega sedaj niti ob rekordnih poplavah novembra 2000 ne doseže.

## Rastlinstvo
Dno sedanje kotanje Kalskega jezera poraščajo oligotrofni mokrotni travniki z modro stožko in sorodne združbe ter grmičasti gozdovi iglavcev in površine, zaraščajoče se z iglastimi drevesnimi vrstami. Osušeno dno jezerske kotanje v severnem delu pokrivajo srednjeevropski higromezofilni nižinski travniki s prevladujočo visoko pahovko, ki v južnem delu prehajajo v srednjeevropske kseromezofilne nižinske travnike s prevladujočo visoko pahovko. Ti segajo tudi v južni in zahodni, robni del dna sedanje jezerske kotanje. Spodnji del odvodnega jarka poraščajo srednjeevropska toploljubna bazifilna grmišča. Pobočja kotanje pokrivajo submediteransko-ilirski polsuhi (ekstenzivni) travniki, ki segajo tudi na vzhodno obrobje dna sedanje jezerske kotanje. Pobočja kotanje delno poraščajo tudi gozdni otoki, ki jih v zgornjem delu pobočja sedanje kotanje obrobljajo submediteranska listopadna grmišča.
Travnike v osušenem delu doline redno kosijo, v nižjem delu kotanje pa le v bolj suhih letih.

## Zemljišča
Po franciscejskem katastru so dno jezera poraščali travniki, na koncu sedemdesetih let dvajsetega stoletja pa so se začale pojavljati njive. Leži na parcelah št. 3436/49, 3436/7, 3436/63, 3436/61, 3436/57, 3436/50, 3436/62, 3436/1, 3436/8 in 3436/55 v katastrski občini 2509 (Bač).

## Zaščitenost & prepoznavnost

### Zaščitenost
Kalško jezero je ekološko pomembno območje, potencialno tudi posebno varstveno območje. Je edino Pivško presihajoče jezero, ki ni zaščiteno pod Naturo 2000 in Naturo 2000 za ptice (IBM območje).

### Prepoznavnost
Leta 2007 je Tanja Vasilevska izvedla anketo o prepoznavnosti jezer. Anketirala je 87 prebivalcev naselij v Pivški kotlini, ki so bili različnih starosti in z različno stopnjo izobrazbe. Podatki so prikazani v spodnji tabeli.
| kraj       | % anketirancev, ki pozna jezero |
| ---------- | ------------------------------- |
| Postojna   | 0                               |
| Prestranek | 0                               |
| Žeje       | 20                              |
| Petelinje  | 23,1                            |
| Pivka      | 0                               |
| Klenik     | 28,6                            |
| Palčje     | 30,8                            |
| Knežak     | 66,7                            |
| Zagorje    | 90                              |
| Bač        | 50                              |
| Šembije    | 0                               |

Jezero spada med manj znana Pivška presihajoča jezera.